# Raimund Folgner
Raimund Folgner (* 16. Oktober 1888 in Międzybrodzie Bialskie; † 31. Januar 1916 in Woronesch) war ein österreichischer Geologe. Trotz seines kurzen Lebens leistete er bedeutende Beiträge zur Geologie der Alpen und der Karpaten sowie zur stratigraphischen Gliederung der nordalpinen Juraformationen.

## Leben
Raimund Folgner war der Sohn des Forstverwalters Raimund Folgner und von Marie Folgner, geb. Uhlig. Nach dem Besuch der Gymnasien in Bielitz und Teschen begann er 1906 ein Studium der Geologie, Paläontologie und Mineralogie an der Universität Wien. Zu seinen Lehrern zählten renommierte Wissenschaftler wie sein Onkel Viktor Uhlig, Friedrich Becke und Carl Diener.
Bereits im fünften Semester wurde Folgner Demonstrator am Geologischen Institut der Universität Wien. Durch zahlreiche Exkursionen erlangte er fundierte Kenntnisse der Ost- und Westalpen, der Karpaten sowie des böhmisch-schlesischen Randgebirges. Während seines Studiums entdeckte Folgner im Etschbuchtgebirge bedeutende Überschiebungen und veröffentlichte später die Studie „Zur Tektonik des nördlichen Etschbuchtgebirges“ (1914). Ab 1912 war er Aushilfsassistent an der Lehrkanzel für Geologie, Paläontologie und Lagerstättenlehre der Montanistischen Hochschule in Leoben, wo er sich besonders mit den geologischen Verhältnissen der Obersteiermark und Liesegang'schen Diffusionen befasste. Folgner arbeitete außerdem an der stratigraphischen Gliederung der nordalpinen Juraschichten und untersuchte die indische Unterkreidefauna. Kleinere Untersuchungen in den Alpen, Beskiden und Karpaten rundeten sein wissenschaftliches Werk ab. Folgner absolvierte 1910/11 das Einjährig-Freiwilligen-Jahr. Trotz einer schweren Kopfverletzung bei einer Exkursion mit Otto Ampferer mit bleibender Augenschädigung im Jahr 1911 und seiner Befreiung vom Kriegsdienst meldete er sich 1914 freiwillig für den Ersten Weltkrieg. Bei der Belagerung von Przemyśl wurde er schwer verletzt und geriet in russische Kriegsgefangenschaft. Er starb 1916 in einem Lager bei Voronež an den Folgen seiner Verletzungen.

## Veröffentlichungen
- Über die Werfener Schiefer am Reiting (Eisenerzer Alpen). In: Verhandlungen der k. k. geologischen Reichsanstalt. 1913, S. 449–452, Digitalisat.
- Zur Tektonik des nördlichen Etschbuchtgebirges. In: Verhandlungen der k. k. geologischen Reichsanstalt. 1914, S. 263–265, Digitalisat.